# 白羊石
白羊石（學名：Arietites），又名白羊菊石、單脊菊石，是生存在早侏羅世海洋中的一屬菊石。其化石在德國、義大利、英國、加拿大和中國等地都有發現。

## 特徵
白羊石的殼體為平旋捲式，形似大羊角；外殼的橫截面近似於方形，殼表有明顯的粗橫肋條，殼腹呈鈍圓狀而突出，其上有三條縱脊與二個凹溝。
和本屬近似的屬為龍骨較少的Megarietites屬和肋條間距更緊密的Epammonites屬。

## 物種[2]
- Arietites bonnardii
- Arietites geometricus
- Arietites longicellus
- Arietites semicostatus
- Arietites wichmanni

## 延伸閱讀
- Arkell, et al. 1957. Mesozoic Ammonoidea. Treatise on Invertebrate Paleontology. Geological Soc. of America and Univ. of Kansas Press.